# Coppa del Mondo di bob 1998
La Coppa del Mondo di bob 1997/98, organizzata dalla FIBT, è iniziata a Calgary, in Canada, il 7 novembre 1997 per gli uomini e il 5 novembre 1997, sempre a Calgary, per le donne ed è terminata il 25 gennaio 1998 a Sankt Moritz, in Svizzera, per gli uomini e a Winterberg, in Germania, per le donne. Si sono disputate ventidue gare: sei nel bob a 2 uomini, sei nel bob a 4 in sette differenti località e dieci nel bob a 2 donne in cinque differenti località.
Nel corso della stagione si sono tenuti anche i XVIII Giochi olimpici invernali di Nagano 1998, in Giappone, competizione riservata alle sole gare maschili e non valida ai fini della Coppa del Mondo. La tappa di Igls ha assegnato anche il titolo europeo maschile (non era ancora previsto quello femminile).

Questa Coppa del Mondo si è svolta come di consueto in parallelo alla Coppa del Mondo di skeleton.

## Risultati

### Uomini
| Data             | Località          | Specialità | Primi classificati                                                  | Secondi classificati                                                       | Terzi classificati                                                              |
| ---------------- | ----------------- | ---------- | ------------------------------------------------------------------- | -------------------------------------------------------------------------- | ------------------------------------------------------------------------------- |
| 7 novembre 1997  | Calgary           | A due      | Pierre Lueders Ken Leblanc Canada                                   | Brian Shimer Randy Jones Stati Uniti                                       | Reto Götschi Guido Acklin Svizzera                                              |
| 8 novembre 1997  | Calgary           | A quattro  | Pierre Lueders Ken Leblanc Jack Pyk Ricardo Greenidge Canada        | Christoph Langen Markus Zimmermann Kai-Uwe Kohlert Carsten Embach Germania | Marcel Rohner Markus Nüssli Markus Wasser Thomas Schreiber Svizzera             |
| 29 novembre 1997 | Winterberg        | A due      | Pierre Lueders David MacEachern Canada                              | Christoph Langen Olaf Hampel Germania                                      | René Spies Sven Peter Germania e Günther Huber Antonio Tartaglia Italia         |
| 30 novembre 1997 | Winterberg        | A quattro  | Brian Shimer Chip Minton Randy Jones Garrett Hines Stati Uniti      | Harald Czudaj Udo Lehmann Torsten Voss Alexander Szelig Germania           | Sean Olsson Dean Ward Courtney Rumbolt Paul Attwood Regno Unito                 |
| 6 dicembre 1997  | Cortina d'Ampezzo | A due      | Günther Huber Antonio Tartaglia Italia                              | Sandis Prūsis Jānis Elsiņš Lettonia                                        | Pierre Lueders David MacEachern Canada                                          |
| 7 dicembre 1997  | Cortina d'Ampezzo | A quattro  | Marcel Rohner Markus Nüssli Roland Tanner Thomas Schreiber Svizzera | Harald Czudaj Torsten Voss Alexander Szelig Steffen Görmer Germania        | Günther Huber Antonio Tartaglia Marco Menchini Massimiliano Rota Italia         |
| 13 dicembre 1997 | La Plagne         | A due      | Pierre Lueders Ricardo Greenidge Canada                             | Dirk Wiese Marco Jakobs Germania                                           | Günther Huber Antonio Tartaglia Italia                                          |
| 14 dicembre 1997 | La Plagne         | A quattro  | Harald Czudaj Torsten Voss Steffen Görmer Alexander Szelig Germania | Christoph Langen Kai-Uwe Kohlert Markus Zimmermann Olaf Hampel Germania    | Sean Olsson Dean Ward Courtney Rumbolt Paul Attwood Regno Unito                 |
| 17 gennaio 1998  | Igls              | A due      | Reto Götschi Guido Acklin Svizzera                                  | Pierre Lueders Ricardo Greenidge Canada                                    | Christoph Langen Olaf Hampel Germania                                           |
| 18 gennaio 1998  | Igls              | A quattro  | Harald Czudaj Torsten Voss Steffen Görmer Alexander Szelig Germania | Hubert Schösser Peter Leismüller Erwin Arnold Martin Schützenauer Austria  | Pierre Lueders Ricardo Greenidge Jack Pyk David MacEachern Canada               |
| 24 gennaio 1998  | Sankt Moritz      | A due      | Günther Huber Antonio Tartaglia Italia                              | Christian Reich Cédric Grand Svizzera                                      | Jim Herberich John Kasper Stati Uniti e Bruno Mingeon Emmanuel Hostache Francia |
| 25 gennaio 1998  | Sankt Moritz      | A quattro  | Marcel Rohner Markus Nüssli Thomas Schreiber Markus Wasser Svizzera | Hubert Schösser Gerd Habermüller Erwin Arnold Martin Schützenauer Austria  | Christian Reich Steve Anderhub Thomas Handschin Cédric Grand Svizzera           |

### Donne[2]
| Data             | Località   | Specialità     | Prime classificate                         | Seconde classificate                   | Terze classificate                     |
| ---------------- | ---------- | -------------- | ------------------------------------------ | -------------------------------------- | -------------------------------------- |
| 26 novembre 1997 | Calgary    | A due (gara 1) | Michelle Coy Cheryl Done Regno Unito       | Françoise Burdet Doris Marugg Svizzera | Christine Fraser Michelle Kelly Canada |
| 27 novembre 1997 | Calgary    | A due (gara 2) | Françoise Burdet Katharina Sutter Svizzera | Michelle Coy Cheryl Done Regno Unito   | Sigi Feuser Laura Munson Canada        |
| 12 dicembre 1997 | Park City  | A due (gara 1) | Françoise Burdet Katharina Sutter Svizzera | Jill Bakken Meg Henderson Stati Uniti  | Sigi Feuser Laura Munson Canada        |
| 13 dicembre 1997 | Park City  | A due (gara 2) | Jill Bakken Meg Henderson Stati Uniti      | Françoise Burdet Doris Marugg Svizzera | Michelle Coy Cheryl Done Regno Unito   |
| nd               | Igls       | A due (gara 1) | nd                                         | nd                                     | nd                                     |
| nd               | Igls       | A due (gara 2) | nd                                         | nd                                     | nd                                     |
| nd               | La Plagne  | A due (gara 1) | nd                                         | nd                                     | nd                                     |
| nd               | La Plagne  | A due (gara 2) | nd                                         | nd                                     | nd                                     |
| nd               | Winterberg | A due (gara 1) | nd                                         | nd                                     | nd                                     |
| nd               | Winterberg | A due (gara 2) | nd                                         | nd                                     | nd                                     |

## Classifiche

### Bob a due uomini
| Pos. | Nome pilota      | Nazione     | CAL | WIN | COR | LAP | IGL | STM | Totale |
| ---- | ---------------- | ----------- | --- | --- | --- | --- | --- | --- | ------ |
| 1    | Pierre Lueders   | Canada      | 1   | 1   | 3   | 1   | 2   | 6   | 200    |
| 2    | Günther Huber    | Italia      | 5   | 3   | 1   | 3   | 4   | 1   | 194    |
| 3    | Sandis Prūsis    | Lettonia    | 10  | 9   | 2   | 6   | 9   | 5   | 153    |
| 4    | Christoph Langen | Germania    | 4   | 2   | 4   | 4   | 3   | -   | 149    |
| 5    | Jim Herberich    | Stati Uniti | 6   | 8   | 13  | 6   | 12  | 3   | 144    |
| 6    | Brian Shimer     | Stati Uniti | 2   | 7   | 4   | 10  | 6   | -   | 135    |
| 7    | Reto Götschi     | Svizzera    | 3   | 5   | -   | 4   | 1   | -   | 126    |
| 8    | Christian Reich  | Svizzera    | 12  | 14  | 10  | -   | 10  | 2   | 112    |
| 9    | Dirk Wiese       | Germania    | 8   | -   | -   | 2   | 7   | 10  | 102    |
| 10   | Pavel Puškár     | Rep. Ceca   | 17  | 16  | 12  | 9   | 19  | 11  | 102    |

### Bob a quattro uomini
| Pos. | Nome pilota      | Nazione     | CAL | WIN | COR | LAP | IGL | STM | Totale |
| ---- | ---------------- | ----------- | --- | --- | --- | --- | --- | --- | ------ |
| 1    | Harald Czudaj    | Germania    | 5   | 2   | 2   | 1   | 1   | 12  | 186    |
| 2    | Marcel Rohner    | Svizzera    | 3   | 8   | 1   | 5   | 5   | 1   | 180    |
| 3    | Hubert Schösser  | Austria     | 4   | 6   | 5   | 8   | 2   | 2   | 172    |
| 4    | Pierre Lueders   | Canada      | 1   | 11  | 11  | 7   | 3   | 5   | 156    |
| 5    | Sean Olsson      | Regno Unito | 6   | 3   | 16  | 3   | 6   | 9   | 152    |
| 6    | Sandis Prūsis    | Lettonia    | 15  | 7   | 6   | 4   | 7   | 4   | 147    |
| 7    | Bruno Mingeon    | Francia     | 8   | 12  | 9   | 9   | 13  | 6   | 128    |
| 8    | Brian Shimer     | Stati Uniti | 12  | 1   | 8   | 7   | 8   | -   | 125    |
| 9    | Christoph Langen | Germania    | 2   | -   | 12  | 2   | 4   | -   | 117    |
| 9    | Christian Reich  | Svizzera    | 7   | 9   | 10  | -   | 10  | 3   | 117    |

### Combinata uomini
| Pos. | Nome pilota      | Nazione     | CAL     | WIN    | COR     | LAP    | IGL     | STM    | Totale |
| ---- | ---------------- | ----------- | ------- | ------ | ------- | ------ | ------- | ------ | ------ |
| 1    | Pierre Lueders   | Canada      | 1 / 1   | 1 / 11 | 3 / 11  | 1 / 7  | 2 / 3   | 6 / 5  | 356    |
| 2    | Günther Huber    | Italia      | 5 / 11  | 3 / 15 | 1 / 3   | 3 / 13 | 4 / 20  | 1 / 13 | 308    |
| 3    | Sandis Prūsis    | Lettonia    | 10 / 15 | 9 / 7  | 2 / 6   | 6 / 4  | 9 / 7   | 5 / 4  | 300    |
| 4    | Christoph Langen | Germania    | 4 / 2   | 2 / -  | 4 / 12  | 4 / 2  | 3 / 4   | -      | 266    |
| 5    | Marcel Rohner    | Svizzera    | 25 / 3  | 17 / 8 | 8 / 1   | 21 / 5 | 18 / 5  | 14 / 1 | 263    |
| 6    | Brian Shimer     | Stati Uniti | 2 / 12  | 7 / 1  | 4 / 8   | 10 / 7 | 6 / 8   | -      | 260    |
| 7    | Jim Herberich    | Stati Uniti | 6 / 13  | 8 / 17 | 13 / 14 | 6 / 17 | 12 / 15 | 3 / 14 | 240    |
| 8    | Sean Olsson      | Regno Unito | 15 / 6  | 12 / 3 | 14 / 16 | 20 / 3 | 24 / 6  | 15 / 9 | 238    |
| 9    | Hubert Schösser  | Austria     | 9 / 4   | 10 / 6 | 25 / 5  | 16 / 8 | - / 2   | - / 2  | 236    |
| 10   | Christian Reich  | Svizzera    | 12 / 7  | 14 / 9 | 10 / 10 | -      | 10 / 10 | 2 / 3  | 229    |